# Харченко, Регина Владиславовна
Регина Владиславовна Харченко (укр. Регіна Владиславівна Харченко; род. 21 сентября 1990, Октябрьское) — исполняющая обязанности городского головы Запорожья и секретарь Запорожского городского совета с 24 апреля 2024 года.

## Биография
Родилась 21 сентября 1990 года в селе Октябрьское, Первомайского района, Крымской области УССР (ныне Кучук-Бораш, Курманского района Автономной Республики Крым).

### Образование
В 2013 году окончила Национальный юридический университет имени Ярослава Мудрого по специальности «правоведение».
В 2022 году окончила Национальный университет «Львовская политехника» по специальности «публичное управление и администрирование».
В 2024 году окончила Классический приватный университет по специальности «журналистика».

### Трудовая и политическая деятельность
2013—2015 — главная специалист-юрисконсульт управления Пенсионного фонда Украины в Жовтневом районе города Запорожье.
2015—2016 — главная инспекторша юридического отдела специализированной государственной налоговой инспекции по обслуживанию крупных плательщиков города Запорожье.
Сентябрь 2016 — декабрь 2016 — управление судебного взыскания «Запорожьеоблэнерго».
2016—2021 — помощница-консультантка депутата Запорожского областного совета.
2017 — помощница адвоката.
2021—2024 — частная предпринимательница.
С 2020 — депутат Запорожского городского совета. Входит в состав постоянной комиссии по вопросам коммунальной собственности, ресурсов, приватизации, архитектуры и земельных отношений.
С 2021 — партнёрша адвокатского бюро «Юрконсалт» по практике налогового сопровождения.
До 22 апреля 2024 года — председатель фракции политической партии «Слуга народа» в Запорожском городском совете. Харченко считает, что её отозвали с должности главы фракции, потому что она «не была удобной».
24 апреля 2024 — и. о. городского головы Запорожья и секретарь Запорожского городского совета. Путём тайного голосования, 37 из 38 присутствующих депутатов Запорожского городского совета проголосовали за назначение. Харченко признает, что эту должность предлагал председатель Запорожской областной военной администрации Иван Фёдоров.
«Запорожский центр расследований» заявил о 6 ошибках в процедуре сессии. Тогда же, 24 апреля, бывший секретарь Анатолий Куртев подал иск в административный суд против запорожского городского совета о запрете совершения определённых действий.
Федоров называет это «историческим решением». Куртев заявляет, что это связано с давлением Федорова на органы самоуправления с целью единоличного захвата власти в городе, а также он жалуется на то, что Фёдоров «безосновательно» обвиняет его в причастности к противоправным действиям — эти замечания он передаёт президенту Украины, называя ситуацию «политическим переворотом» в областном центре.